# Le Versoud
Le Versoud là một xã trong tỉnh Isère trong vùng Rhône-Alpes đông nam nước Pháp. Xã này nằm ở khu vực có độ cao trung bình 222 mét trên mực nước biển. Theo điều tra dân số năm 1999 của INSEE, xã có dân số 4195 người.